# Institut Max Planck de Biomedicina Molecular
L'Institut Max Planck de Biomedicina Molecular es va fundar l'1 d'abril de 2001 a Münster. Forma part de la Societat Max Planck. El director fundador va ser Dietmar Vestweber. El 2004, l'institut es va ampliar per incloure un altre departament dirigit per l'investigador de cèl·lules mare Hans Robert Schöler. L'institut va rebre el nom actual el mateix any. L'estiu de 2006, l'institut es va traslladar a un nou edifici. A finals de 2007, el bioquímic Ralf H. Adams, que es va traslladar a Münster des del Cancer Research UK (CRUK) de Londres, va ser nomenat cap del tercer departament. Amb la jubilació de Hans Robert Schöler a finals d'octubre de 2021, que continua treballant amb un grup de recerca de l'institut, Sara Wickström va ser nomenada nova directora de l'institut el novembre de 2021. L'institut participa a l'Escola Internacional de Recerca Max Planck de Biomedicina Molecular (IMPRS)[3], un programa de doctorat en anglès que es va crear conjuntament amb la Universitat de Münster. El portaveu d'IMPRS és Dietmar Vestweber.